# Apple Mighty Mouse
De Mighty Mouse is een computermuis ontwikkeld door het computerbedrijf Apple. Het verschil met een gewone muis is dat de Mighty Mouse niet twee, maar slechts een knop heeft aan de voorzijde. Wel zijn er twee drukgevoelige kanten waardoor het effect hetzelfde blijft. De Mighty Mouse werd standaard geleverd bij elke iMac, maar is sinds 20 oktober 2009 vervangen door de Magic Mouse. Deze kon nog wel bijbesteld worden onder de naam Apple Mouse. Apple werd in 2008 aangeklaagd door Man & Machine Inc. omdat Apple niet de rechten had om de naam Mighty Mouse te gebruiken. 
Dankzij bluetooth is ook een draadloze variant beschikbaar. Een extra aansluiting is niet nodig omdat alle hedendaagse Apple-computers een ingebouwd bluetoothcomponent hebben.
De normale muisklik heeft aanraakgevoelige technologie voor het goed detecteren of de gebruiker links of rechts klikt. De scrollball zorgt ervoor dat men in 360° kan navigeren in een document of webpagina. Deze scrollball kan vastlopen door een combinatie van stof en huidsmeer. De Mighty Mouse kan echter niet geopend worden om de scrollball te reinigen, omdat de onderdelen zijn vastgelijmd.